# De sepulturis
Il De sepulturis è una bolla pontificia sulla pratica dell'autopsia, emessa da papa Bonifacio VIII nel 1299.

## Sull'autopsia interna
Secondo le idee della Chiesa Cattolica Romana nel Medioevo, il corpo e la salute erano considerati collegati al cosmo. Per questo modo di pensare, l'autopsia incontrò la resistenza del clero, che trovò sostegno nel suo modo di pensare da questa bolla.
Bonifacio VIII si oppose alla dissezione e alla bollitura dei cadaveri (Mos Teutonicus) e lo proibì. In sostanza, la bolla era una scritta contro l'usanza che i corpi dei crociati defunti venivano riportati in Europa dopo essere stati bolliti. Inoltre, per ottenere reliquie di persone che avrebbero potuto essere considerate e venerate come santi in futuro, i loro cadaveri venivano talvolta bolliti in quel periodo, come ad esempio Tommaso d'Aquino.

## Conseguenze
Con questa bolla, però, il papa non si oppose categoricamente all'autopsia, ma essa venne interpretata come tale e garantiva inizialmente gestione critica, nonché il contenimento e lo sviluppo della pratica autoptica.